# Bulaksari (Sragi)
Bulaksari is een bestuurslaag in het regentschap Pekalongan van de provincie Midden-Java, Indonesië. Bulaksari telt 3710 inwoners (volkstelling 2010).